# A Birthday Tribute: 75 Years
A Birthday Tribute: 75 Years ist ein Kompilationsalbum von Tony Oxley, das seinen 75. Geburtstag feierte. Die 1977 und 1993 größtenteils live entstandenen Aufnahmen erschienen am 28. Juli 2013 auf dem Label Incus Records.

## Hintergrund
Dieses Album wurde anlässlich des 75. Geburtstags des Schlagzeugers Tony Oxley (der am 15. Juni 2013 stattfand) veröffentlicht. Passenderweise erschien es auf Incus, dem bahnbrechenden Label, das Oxley 1970 zusammen mit Derek Bailey und Evan Parker gründete. Die Musik auf dem Album stammt allesamt aus unveröffentlichten Live-Sessions. Aus dem Jahr 1993 stammt ein Quartett mit Bailey, Pat Thomas und Matt Wand (aus dem gleichen Jahrgang wie ihr Album Tony Oxley / Derek Bailey Quartet; Jazzwerkstatt, 2008). Aus dem Jahr 1977 stammen ein Duo mit Paul Rutherford an Posaune und Elektronik, ein Trio mit dem Geiger Philipp Wachsmann und dem Gitarristen Ian Brighton sowie das Solostück „Times“.

## Titelliste
- Tony Oxley: A Birthday Tribute: 75 Years (Incus CD63)[2]

1. Colour Fields (Derek Bailey, Matt Wand, Pat Thomas, Tony Oxley) 29:09
2. Urban Forms (Derek Bailey, Matt Wand, Pat Thomas, Tony Oxley) 4:21
3. Kelson (Paul Rutherford, Tony Oxley) 7:19
4. The Earth Sounds (Ian Brighton, Philipp Wachsmann, Tony Oxley) 14:15
5. Times (Tony Oxley) 5:54

## Besetzung
- Colour Fields, Urban Forms: Schlagzeug, Perkussion – Tony Oxley, Gitarre – Derek Bailey, Tasteninstrumente – Pat Thomas, Sampling – Matt Wand
- Kelson: Perkussion – Tony Oxley, Posaune, Elektronik – Paul Rutherford
- The Earth Sound: Gitarre – Ian Brighton, Perkussion – Tony Oxley, Violine – Philipp Wachsmann
- Times: Perkussion, Elektronik – Tony Oxley

## Rezeption
Nach Ansicht von John Eyles, der das Album in All About Jazz rezensierte, sei das Album nicht ein Geschenk an Oxley selbst, sondern an Fans der Musik, die er und Incus vertraten und verkörperten – klassische Improvisation. Es präsentiere Oxley in verschiedenen Situationen und sei ein beredtes Zeugnis seiner Talente als Musiker. Der Übergang von den Titeln aus dem Jahr 1993 zu denen aus dem Jahr 1977 verlaufe fließend, wobei der Unterschied von 16 Jahren keine offensichtlichen stilistischen oder technischen Unterschiede erkennen lasse. Passenderweise ende seine Geburtstags-Hommage damit, dass der Schlagzeuger allein mit seiner Ausrüstung und Elektronik einen Auftritt hinlege, der zeige, warum er schon so lange zu den Besten gehört.